# Sylwester Kobielak
Sylwester Józef Kobielak (ur. 1937 w Zasutowie) – polski inżynier budownictwa, wykładowca akademicki.

## Życiorys
Po ukończeniu w 1954 r. Technikum Budowlanego w Poznaniu podjął pracę zawodową i przez 12 lat wykonywał projekty konstrukcji inżynierskich dla Legnicko-Głogowskiego Okręgu Miedziowego. Jednocześnie w latach 1956–1963 ukończył dwustopniowe studia wieczorowe na Wydziale Budownictwa Lądowego i Wodnego Politechniki Wrocławskiej.
W 1967 rozpoczął pracę na Politechnice Wrocławskiej, po czym w 1973 doktoryzował się na Politechnice Wrocławskiej pod kierunkiem prof. Augustyna Borcza, a stopień doktora habilitowanego uzyskał w 1993 na tej samej uczelni. Stanowisko profesora nadzwyczajnego otrzymał w 1998, a tytuł profesora zwyczajnego otrzymał w 2007 r., będąc wykładowcą na Wydziale Budownictwa Lądowego i Wodnego Politechniki Wrocławskiej. Ponadto w latach 1994−2004 był profesorem nadzwyczajnym na Wydziale Inżynierii Wojskowej Wyższej Szkoły Oficerskiej we Wrocławiu, a od 1999 r. na Wydziale Inżynierii Kształtowania Środowiska i Geodezji Akademii Rolniczej. Od 2007 r. jego głównym miejscem pracy został Uniwersytet Przyrodniczy we Wrocławiu.
Autor bądź współautor 6 monografii, 195 prac naukowych, jednego skryptu oraz 3 patentów. Prowadził badania betonowych konstrukcji powłokowych poddanych oddziaływaniom dynamicznym oraz konstrukcją i analizą zachowania się budynków wysokich i przekryć o dużych rozpiętościach. Promotor 6 doktoratów. Pracował jako sekretarz naukowy Archives of Civil and Mechanical Engineering i członek kolegium redakcyjnego Zeszytów Naukowych Wyższej Szkoły Oficerskiej we Wrocławiu Poglądy i Doświadczenia. Sekretarz naukowy Komisji Budownictwa i Mechaniki w Oddziale Wrocławskim Polskiej Akademii Nauk.
Odznaczony Złotym Krzyżem Zasługi, nagrodami rektorów Politechniki Wrocławskiej, Uniwersytetu Przyrodniczego we Wrocławiu i Wyższej Szkoły Oficerskiej we Wrocławiu oraz Ministra Budownictwa. W 1993 otrzymał nagrodę im. prof. Wacława Żenczykowskiego.